# Sistema nervioso (insectos)

Anatomía interna del insecto
1: cerebro; 2: ganglio occipital; 3: cuerpo alado; 4: cuerpo faríngeo; 5: aorta; 6: ganglio estomacal; 7: buche; 8: ventrículo; 9: válvula cardíaca; 10: mesenterón; 11: hemocele; 12: ventrículo; 13: corazón; 14: ostiolo; 15: recto; 16: ano; 17: vagina; 18: ganglio frontal; 19: anillo periesofágico; 20: epifaringe; 21: faringe; 22: ganglio subesofágico; 23: esófago; 24: ganglio ventral; 25: válvula pilórica; 26: tubos de Malpighi; 27: proctodeo; 28: ovariola; 29: ovario; 30: espermateca

Sistema nervioso de insectos
P: Protocerebro.
D: Deutocerebro.
T: Tritocerebro.
G: Ganglio subesofágico.
CV: Cordón nervioso ventral.

El sistema nervioso de los insectos se divide en sistema nervioso central, que inerva los apéndices y los órganos sensoriales, y sistema simpático o vegetativo, que inerva los órganos internos (aparato digestivo, reproductor, etc.)

## Sistema nervioso central
El sistema nervioso central consiste de un cerebro (o ganglio supraesofágico) colocado en la cabeza encima del esófago, un ganglio subesofágico conectado al cerebro por dos comisuras que se extienden a ambos lados del esófago y de una cadena ventral de nervios que se extiende desde el ganglio subesofágico hasta el final del cuerpo.
El cerebro se divide en tres pares de lóbulos: el protocerebro, el deutocerebro y el tritocerebro. El protocerebro inerva los ojos compuestos y los ocelos; el deutocerebro las antenas y el tritocerebro el labro y estomodeo. El tritocerebro se divide y rodea el esófago, conectando con el ganglio subesofágico.
El ganglio subesofágico es el resultado de la fusión de tres pares de ganglios. Inerva las mandíbulas, maxilas, labio y conducto salival.
El cordón nervioso ventral generalmente es un cordón doble con un par de ganglios en cada segmento. Sin embargo en muchos casos algunos de estos ganglios están fusionados y el número total de ganglios es menor al número total de segmentos.
La proporción entre el tamaño del cerebro y el del cuerpo varía según las especies siendo más grande en las especies de comportamiento complejo.
El sistema nervioso de los insectos es mucho más descentralizado que el de vertebrados. Un insecto puede seguir viviendo varios días y aun semanas después de ser decapitado mientras no sufra deshidratación.[cita requerida]

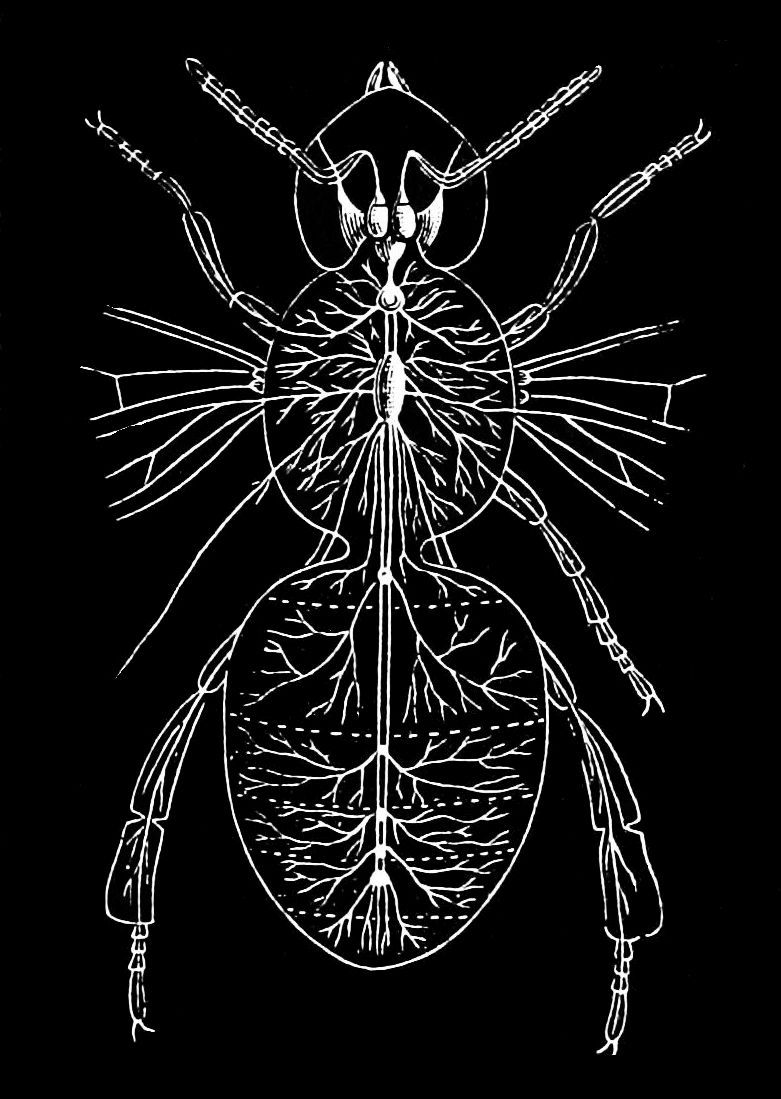
Sistema nervioso de la abeja adulta

## Sistema nervioso simpático o vegetativo
Los órganos internos de los insectos están inervados por el sistema simpático, visceral o vegetativo, el cual está conectado con el sistema nervioso central y con el endocrino.
Está constituido por el sistema estomogástrico o anterior, siempre presente y por el sistema simpático terminal que puede estar ausente en muchos casos.
El sistema estomogástrico es impar, se encuentra en la parte anterior del cuerpo. Inerva al aparato digestivo, regulando los procesos de digestión. También regula los latidos del corazón.
El sistema simpático terminal cuando existe inerva el proctodeo o parte final del aparato digestivo y los órganos reproductores.

## Órganos de los sentidos

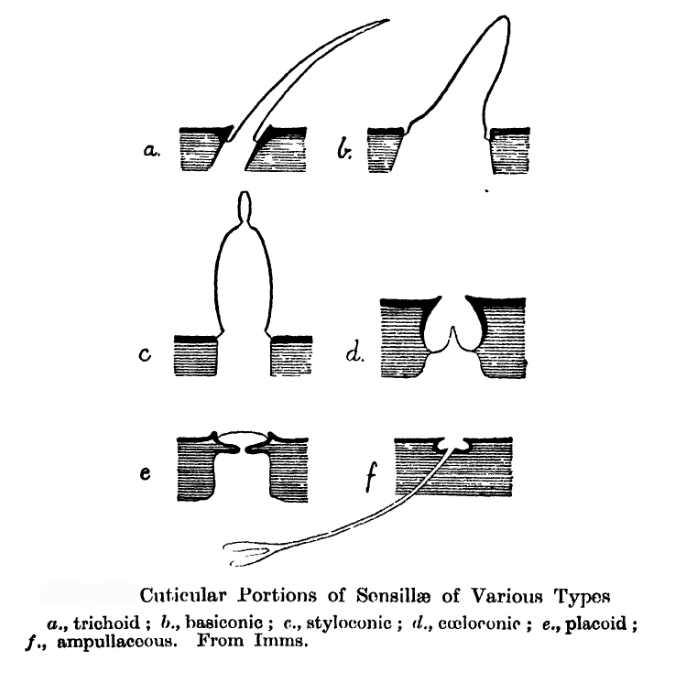
Sensilia de insectos.

La unidad sensorial básica es la sensilia. En los insectos la mayoría de los órganos de los sentidos están colocados en la pared del cuerpo. Algunos son microscópicos. Reciben un solo tipo de estímulo. Hay órganos que perciben estímulos mecánicos, químicos, visuales, auditivos y de otros tipos.

### Sentidos químicos
Son los órganos del gusto y del olfato. La diferencia entre estos es que el gusto se percibe en contacto y los olores a distancia.

### Sentidos mecánicos
El tipo más simple de receptor táctil es un pelo o cerda provisto de una célula nerviosa, una sensilia pilosa. Hay dos tipos más complejos de sensilia.

### Órganos auditivos
Los insectos perciben ondas sonoras o vibraciones por medio de dos tipos de órganos: sensilias pilosas y órganos timpánicos. Las vibraciones del sustrato son percibidas por otro tipo de órganos, descrito en los sentidos mecánicos.

### Órganos de la visión
Véanse: ojo compuesto y omatidio.